# Шах Низар II
Ша́х Низа́р II — 40-й имам касим-шахской ветви низаритской общины исмаилитов.
Шах Низар II наследовал своему отцу Халилуллаху II Али, когда последний умер в 1680 году. В какой-то момент в начале своего имамата шах Низар покинул деревню Анджудан, где его предшественники проживали более двух столетий, и переехал в соседнюю деревню Кахак, которая стала новой резиденцией низаритских имамов.
По его инициативе многие верующие низариты, которые до тех пор жили кочевниками в Хорасане, приехали и поселились в Кермане. Шах Низар имел тесные отношения с суфийским орденом Ниматуллахи и в своей роли суфийского тариката принял имя Атауллах, под которым стали известны многие последователи низаритов в Кермане.
Персидский историк Ахмад Али-хан Вазири в своём «Тарих-и Кирман» упоминает некоторых личных последователей шаха Низара, известных как «Атауллахи», которые почитали этого имама, потому что они «сохраняли полную веру и искренность в [отношении] сейидов линии Исмаила, сына Хазрат-и имама, — если говорить правильно, Джафара ас-Садика». Эта цитата показывает, как низаритские-исмаилитские имамы этого периода рассматривались, даже неисмаилитами, как «сейиды» или прямые потомки Пророка Мухаммеда. 
Шах Низар умер в сентябре 1722 года, и ему наследовал его сын Сайид Али. Мавзолей шаха Низара до сих пор сохранился в Кахаке, но был сильно отреставрирован в 1966 году, потеряв многие из своих первоначальных приспособлений XVIII века.